# Hearts of Iron
『Hearts of Iron』（ハーツ・オブ・アイアン、HoI）は、スウェーデンのゲーム会社パラドックスインタラクティブが2002年に発売した第二次世界大戦をテーマとする歴史シミュレーションゲーム、及び戦略級ウォー・シミュレーションゲームのシリーズ。
Windows版およびmacOS版、Linux版（IVのみ）が存在する。
プレイヤーは、第二次世界大戦当時存在していた国（独立勢力）の中から一つを選び、主に枢軸・連合・共産の3つの陣営のいずれかに加わるか、自ら新陣営を立ち上げるか、中立を保ちながらのいずれの方法で大戦に生き残っていく事を目的とする。
日本語版は2008年7月4日に発売。日本語版は、当初2003年9月にメディアクエストから発売される予定であったが、日本語化が困難な箇所があるという理由を付けてキャンセルされた経緯（#政治的問題への対応参照）があり、続編のHOI2よりも数年後に発売されるという逆転現象が起こった。

## ゲームシステム
戦闘単位は師団、飛行隊規模、作戦の指示は、軍団・軍、艦隊、航空団規模で行う。(ただし一つの師団、一つの艦船などだけでも作戦はできないが操作、戦闘はできる。)ゲームシステムは1時間単位で進むセミリアルタイム方式である。

### 工業力と資源
当時の国家総力戦の時代背景にしたがい、Industrial Capacity（工業力、IC）と資源の確保が中心的課題となっている。ユニットの生産や改良は全てICを振り分けて行うようになっており、本ゲーム内では工業力=国力といえる。工業力と資源はプロヴィンス（≒地域または州）に割り振られている。また、コマンドを利用すると補給のレベルを最大にできたり、国家に未来技術を持ち込むこともできる。
但し、国家が工業力と資源を100%利用できるのは国家の固有の領土とみなされる中核州だけである。それ以外のプロヴィンスでは資源の産出量が少なく工場の稼動効率が悪く、守備隊を置かないとパルチザンが発生する。そのため、HoIでの領土の拡大は見た目ほどのメリットがない。他国が自国の本国プロヴィンスを領有している場合は、宣戦布告の大義名分とすることができる。戦争で勝利し、領土を奪還できれば大幅な国力増加が見込める。

### PARADOX社製の他のシリーズと比べての特徴
ゲーム期間が1936年から1948年と極めて短く、ゲームのほぼ全期間中戦争が続くため、Europa UniversalisやVictoria等の他のシリーズと比べて、戦争・戦闘のみに特化し他を切り捨てたシステムとなっている。戦闘システムの複雑化（開始時刻を指定しての集中攻撃や戦略爆撃によるインフラ破壊など）に加え、たとえば、HoIでは勝利ポイント (VP) と呼ばれるポイントのあるプロヴィンスだけを占領すれば国の併合が行える（他作品では国の併合には非常に手間がかかる）ようになっている。また占領中の領土からも工業力や資源を取得できるようになっている。
またPARADOX社の歴史SLGは伝統的にチュートリアルが非常に不親切であることも知られているが、HoIシリーズは他のシリーズと違い圧倒的にゲームペースが速い上、他のシリーズ同様一部でもAIに委任することが出来ず全ての膨大な作業をプレイヤー自身でする事になるため負担が大きく、ゲームを楽しむための難易度が高めである。

### 勝利条件
自国の所属する同盟の勝利ポイント (VP) を、ゲーム終了時に一位にすることである。勝利ポイントは、支配しているプロヴィンスに設定されている値の合計であり、それ以外の方法では手に入らない。

### 国家
プレイヤーは登場する国の一つを選びプレイする。登場する国は、史実での実態や地位、政治的対立に関わらず国として扱われるため、政治問題となることもある（→Hearts of Iron#政治的問題への対応）。
シナリオは史実に基づいて設定されており、国によってはゲーム終了までプレイすることが難しかったり、HoIの中心的要素である戦争がほとんど不可能であったりする。こうした事から、頻繁にプレイされる国は一部であるが、逆に、このような国で最後まで生き残ることを目的としたプレイの仕方もある。
シナリオ開始時にはその時の情勢に応じた国しか存在しないが、シナリオを進めるにつれ、チェコスロバキアの解体によるスロバキアの独立、ヴィシー政権の発足（HoIでのヴィシー政権は、フランスとは別の国として扱われる）、東西ドイツの誕生など歴史に沿って新しい国が登場していく。その他、異なる時代の国家（アメリカ連合国、オスマン帝国、オーストリア＝ハンガリーなど）、架空の国家（スカンディナヴィア、クルディスタンなど）なども存在し、プレイヤーの操作などで登場できる。難易度はシリーズやバージョンの違い、DLCの有無によって大きく異なる。

### 国際緊張度
国際緊張度とは国際社会での評判をあらわす国家のパラメータである。高いほど挑発的とみなされ、国家間の友好関係に悪影響を与える（EUシリーズやVictoria等でBBR（バッドボーイレート）とよばれていたものとほぼ同じものである）。大義名分のない宣戦布告を行ったり、敵国を併合すると大きく上昇する。これが高い国への宣戦布告は、低い国よりも各種ペナルティが少なくなる。民主主義の国は対象国の国際緊張度が高くないと宣戦布告できない（必要な国際緊張度の値は政策による）。
ゲーム中、ドイツの国家元首のヒトラーは戦時に自国の国際緊張度を上げ、平和時に自国の国際緊張度を下げる能力が与えられており、これによりアメリカの参戦をゲーム上で表す事に成功している。

### 新国家の独立
ある決められた地域を支配していると新国家として独立させることができる。（講和会議でも可能）占領状態では通常、資源や工業力は一部しか利用できない上、パルチザンが発生する危険性がある（独裁国家ほど危険性が高い）が、独立した新国家にとっては本国プロヴィンスであるためICなどを100%利用でき、パルチザンも発生しなくなる。新国家が領土要求する地域（＝新国家の本国プロヴィンス）を譲渡する（自国の本国プロヴィンスでない支配地域のみを新国家に与えることも可能）。国家によれば、これに制限があることもある。（イギリスでは一部のルートでしか植民地を解放できず、ソ連は一部のルートでしか構成国を独立させることはできない。）
独立直後の政権は傀儡政権であり（独立させることもできる）、宗主国はその資源や工場を一部使用することができるが、軍備や内政などは新国家(CPU)に委ねられプレイヤーは指示できない。ただし、遠征軍の派兵要請などにより利用することはできる。
また、その独立させた国家でプレイすることもできる。
ゲーム中に滅亡した国家の復活も可能である。ポーランドのようにシナリオ開始時と、滅亡後に再登場したときに本国プロヴィンスが異なる国も存在する（これは、ヤルタ会談による領土変更の再現である）。

## データ
Hearts of Iron IIIまでは、ゲーム内容を設定するデータベースやセーブデータのほとんどがテキストファイルもしくはCSVファイルで用意され、ゲーム中で使用される画像もBMPファイルやTGAファイルで用意されている。従って、Modによる改造をツールなどを使わずに行うことができる。しかしその分多くのファイルにアクセスする必要がある為、起動時を初めディスクへの負荷が非常に大きい。

## 政治的問題への対応
当時のドイツ国旗はハーケンクロイツであるが、ドイツでは公的な使用が禁止されているために、Hearts of Iron IVを除きゲーム内では帝政期および1933 - 35年に使用された三色旗が用いられている。Hearts of Iron IVでは1938 - 45年ドイツ国防軍旗の鉤十字を鉄十字に変更したものとなっている（非公式Modの導入でハーケンクロイツに変更することは可能）。
Hearts of Iron IVにおいて初期設定ではヒトラーの顔写真は黒塗りになっているが、ドイツ以外では黒塗りになっていない顔写真はDLCという形で最初から導入、変更可能である。ドイツ国内では民衆扇動罪（ヒトラーの礼賛）にあたるとして導入されていない。
また、民族浄化や非戦闘員への戦略爆撃、生物兵器や化学兵器は本ゲーム内では取り扱わず、ホロコーストに関するイベントなどは無い。公式フォーラムにおいてもこれらの話題を挙げることは禁止されている。2までは南京事件のイベントが存在したが、3、4では（他の多くの史実イベント同様）削除されている。
中華人民共和国では、本シリーズは長らく発売禁止であったが、近年ではSteamなどの海外プラットフォームで購入できるようになったため、比較的プレイするハードルが下がっており、プレイ人口も少なくない。しかし、現在でも中国のSNSでは、ゲーム内での当時の中国の状況(満州・チベット・新疆などが独立した勢力として扱われていることなど)から、ゲームに関する情報や解説、実況などが厳しく検閲・規制されている。
日本では、1作目の日本語版が2003年にハーツ オブ アイアン ～戦火の獅子達～ 日本語版というタイトルでメディアクエストより発売される予定であったが、後に「英語版の一部に弊社のゲームソフト作成基準上、日本語化が困難な部分があるため」との理由で発売が中止されている。詳細は発表されていないが、日本の「戦犯」や皇室の表現に関する部分が理由ではないかと推測されている（菊タブー）。後にサイバーフロントより発売された日本語版のシリーズでは、この問題を回避するためか、英語版においてHirohitoと設定されている日本の国家元首が大本営に変更されており、シリーズを通じて日本の国家タグが「JAP」となっていることにも批判の声がある。

## 兵科アイコン
陸軍の場合は、各兵科ごとのアイコンは基本オリジナルアイコンと兵科記号 (北大西洋条約機構) が使用される。

一方、海軍および空軍の場合は、艦船あるいは航空機のシルエットやイラストになっている。

## シリーズ作
- Hearts of Iron II
- Hearts of Iron III
- Hearts of Iron IV